# Lijst van voetbalinterlands Albanië - Kosovo
Deze lijst van voetbalinterlands is een overzicht van alle officiële voetbalwedstrijden tussen de nationale teams van Albanië en Kosovo. De landen speelden tot op heden twee keer tegen elkaar. De eerste ontmoeting, een vriendschappelijke wedstrijd, werd gespeeld in Zürich (Zwitserland) op 29 mei 2018. Het laatste duel, eveneens een vriendschappelijke wedstrijd, vond plaats op 11 november 2020 in Elbasan.

## Wedstrijden
| № | Plaats  | Datum            | Competitie        | Wedstrijd        | Uitslag |
| - | ------- | ---------------- | ----------------- | ---------------- | ------- |
| 1 | Zürich  | 29 mei 2018      | Vriendschappelijk | Albanië – Kosovo | 0 – 3   |
| 2 | Elbasan | 11 november 2020 | Vriendschappelijk | Albanië − Kosovo | 2 − 1   |

## Samenvatting
| Competitie        | Totaal gespeeld | Winst Albanië | Gelijk | Winst Kosovo | Doelsaldo Albanië – Kosovo |
| ----------------- | --------------- | ------------- | ------ | ------------ | -------------------------- |
| Vriendschappelijk | 2               | 1             | 0      | 1            | 2 − 4                      |
| Totaal            | 2               | 1             | 0      | 1            | 2 − 4                      |

Wedstrijden bepaald door strafschoppen worden, in lijn met de FIFA, als een gelijkspel gerekend.